# Gourgé
Gourgé és un municipi francès situat al departament de Deux-Sèvres i a la regió de la Nova Aquitània. L'any 2007 tenia 897 habitants.

## Demografia

### Població
El 2007 la població de fet de Gourgé era de 897 persones. Hi havia 373 famílies de les quals 100 eren unipersonals (48 homes vivint sols i 52 dones vivint soles), 141 parelles sense fills, 120 parelles amb fills i 12 famílies monoparentals amb fills.
La població ha evolucionat segons el següent gràfic:
Habitants censats

### Habitatges
El 2007 hi havia 499 habitatges, 382 eren l'habitatge principal de la família, 84 eren segones residències i 33 estaven desocupats. 485 eren cases i 2 eren apartaments. Dels 382 habitatges principals, 294 estaven ocupats pels seus propietaris, 83 estaven llogats i ocupats pels llogaters i 4 estaven cedits a títol gratuït; 2 tenien una cambra, 19 en tenien dues, 54 en tenien tres, 100 en tenien quatre i 206 en tenien cinc o més. 298 habitatges disposaven pel capbaix d'una plaça de pàrquing. A 193 habitatges hi havia un automòbil i a 163 n'hi havia dos o més.

### Piràmide de població
La piràmide de població per edats i sexe el 2009 era:
| Homes | Edats   | Dones |
| ----- | ------- | ----- |
| 0     | 95 o +  | 0     |
| 0     | 90 a 94 | 4     |
| 16    | 85 a 89 | 4     |
| 4     | 80 a 84 | 4     |
| 24    | 75 a 79 | 40    |
| 24    | 70 a 74 | 24    |
| 16    | 65 a 69 | 36    |
| 32    | 60 a 64 | 16    |
| 28    | 55 a 59 | 16    |
| 40    | 50 a 54 | 44    |
| 24    | 45 a 49 | 20    |
| 44    | 40 a 44 | 56    |
| 44    | 35 a 39 | 40    |
| 32    | 30 a 34 | 16    |
| 32    | 25 a 29 | 16    |
| 20    | 20 a 24 | 12    |
| 36    | 15 a 19 | 32    |
| 40    | 10 a 14 | 56    |
| 32    | 5 a 9   | 12    |
| 20    | 0 a 4   | 28    |

## Economia
El 2007 la població en edat de treballar era de 561 persones, 418 eren actives i 143 eren inactives. De les 418 persones actives 390 estaven ocupades (209 homes i 181 dones) i 28 estaven aturades (10 homes i 18 dones). De les 143 persones inactives 60 estaven jubilades, 56 estaven estudiant i 27 estaven classificades com a «altres inactius».

### Ingressos
El 2009 a Gourgé hi havia 406 unitats fiscals que integraven 974,5 persones, la mediana anual d'ingressos fiscals per persona era de 15.517 €.

### Activitats econòmiques
Dels 27 establiments que hi havia el 2007, 1 era d'una empresa extractiva, 2 d'empreses alimentàries, 6 d'empreses de construcció, 6 d'empreses de comerç i reparació d'automòbils, 3 d'empreses d'hostatgeria i restauració, 3 d'empreses financeres, 2 d'empreses immobiliàries, 1 d'una empresa de serveis i 3 d'empreses classificades com a «altres activitats de serveis».
Dels 9 establiments de servei als particulars que hi havia el 2009, 1 era un taller de reparació d'automòbils i de material agrícola, 3 paletes, 1 fusteria, 1 lampisteria, 1 perruqueria i 2 restaurants.
Dels 2 establiments comercials que hi havia el 2009, 1 era una botiga de menys de 120 m² i 1 una fleca.
L'any 2000 a Gourgé hi havia 65 explotacions agrícoles que ocupaven un total de 3.741 hectàrees.

## Equipaments sanitaris i escolars
El 2009 hi havia 1 escola elemental i 1 escola elemental integrada dins d'un grup escolar amb les comunes properes formant una escola dispersa.

## Poblacions més properes
El següent diagrama mostra les poblacions més properes.